# Kanie
Kanie (蟹江町?, Kanie-chō) è una cittadina del distretto di Ama, nella zona sud-occidentale della prefettura di Aichi, in Giappone.